# Hønefoss flygplats, Eggemoen
Hønefoss flygplats, Eggemoen (norska: Hønefoss flyplass, Eggemoen) är en privat flygplats belägen i Ringerike kommun i Norge. Flygplatsen som stod färdig i november 1944, byggdes av tyskarna under andra världskriget. Idag ägs flygplatsen av Tronrud Engineering och Ringerike helikopter. 
På flygplatsen finns en motorflygklubb och en segelflygklubb. 